# Макама

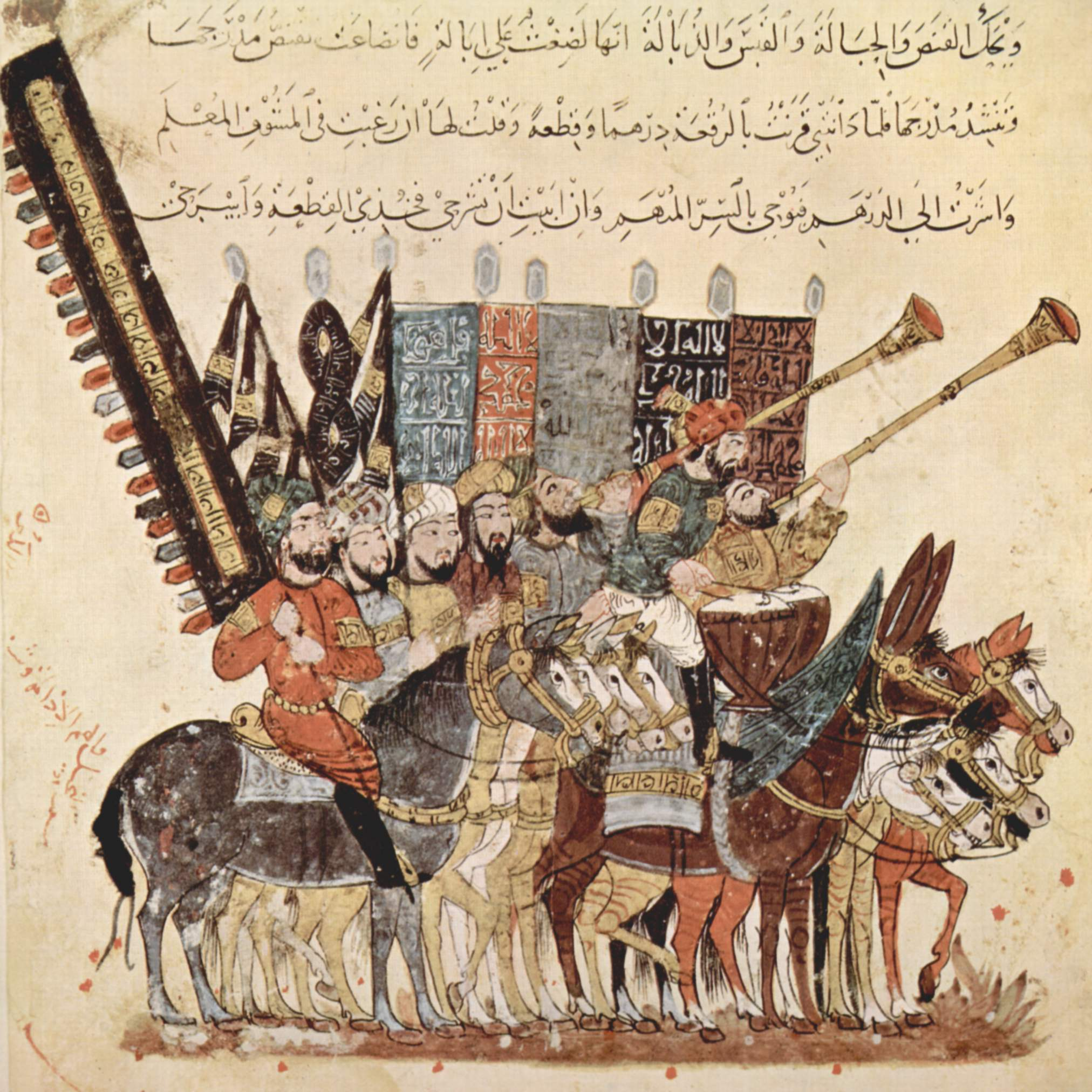
Ях'я ібн Махмуд аль-Васіті. Ілюстрація з «Макамату» аль-Харірі.

Мака́ма (араб. مقامة — збори, місце стояння) — жанр шахрайської новели в Середньовіччі в арабській, персько-таджикській і єврейській літературах. Герой макам — спритний і розумний хитрун, жертвами витівок якого стають переважно багатії та вельможі. Макама писалась від першої особи. Оповідач виступав очевидцем дій героя. Сюжет макам — одна чи декілька тісно пов'язаних між собою витівок шахрая. Маками писались у стилі садж (араб. — «голубине туркотіння», ритмізована проза, що має рими), об'єднувались у цикли («макамат») з єдиним оповідачем і єдиним героєм (останнє необов'язково). Макама виникла в арабомовній літературі. Її генезис нез'ясований. Судячи з етимології терміну, спочатку макамами звались оповідання, що розповідались оповідачем перед групою слухачів. Певне вони мали гумористичний характер. Як рудимент традиції усного оповідання може бути витлумачена і наявність у цих творах образу оповідача. Виникнення жанру маками тісно пов'язано із становленням феодального міста.
Перший і найбільш досконалий зразок макам — це «Збори Макам» («Макамат») Баді аз-Замана аль-Хамадані (969–1007), який писав по-арабськи, але жив на території сучасного Ірану. Широко відомий і інший класичний арабський цикл макам — «Макамат» аль-Харірі (1054–1122), що відрізняється від циклу Баді аз-Замана в основному гіпертрофованою витонченістю саджу. Блискучим пам'ятником даного жанру в персько-таджикській літературі є «Хамідове зібрання макам» («Макамат-і-Хамід»), створене у 1155 кадієм (суддею) міста Балха (Афганістан) Хамід ад-Діном Балхом († 1164). Використовуючи канони жанру, він, однак, не циклізував свої маками навколо одного героя. У циклі макам «Ти умудряєш мене» («Тахкмоні») Єхуда аль-Харізі (1165–1225), написаному на івриті в арабській частині Іспанії (Південь Іспанії), до обов'язкових компонентів структури і стилю макам додається так званий «Мусивний стиль» (органічне включення в текст безлічі цитат і зворотів із Біблії).
Макама — безпосередня попередниця європейської пікарескної прози. Найстаріший пам'ятник її «Життя Ласарільйо з Тормеса» може бути інтерпретований як цикл макам, в якому образ головного героя поєднався з образом оповідача. В арабській літературі кінця XIX — початку XX ст. були спроби відродити жанр маками, вливши в нього новий, злободенний зміст: «Розповідь Іси ібн Хішама» («Хадіс Іса ібн Хішам», 1906) Мухаммада аль-Мувайліхі (1858–1930) та ін.